# Un ricordo chiamato impero
Un ricordo chiamato impero è un romanzo di fantascienza di Arkady Martine. È il primo romanzo della serie di Teixcalaan e ha vinto il Premio Hugo per il miglior romanzo nel 2020.

## Storia editoriale
La traduzione in italiano di Francesca Mastruzzo è pubblicata nella collana Oscar Fantastica dalla Mondadori nel 2022.

## Trama
L’ambasciatrice Mahit Dzmare è inviata dalla sua patria, la repubblica indipendente di Lsel, sull'Impero del Teixcalaan, un impero colossale che occupa un quarto della galassia, per assumere il ruolo di nuova ambasciatrice. Nella capitale dell'impero Mahit porta con sé l’imago del precedente ambasciatore Yskandr Aghavn, una riproduzione della sua coscienza e delle sue memorie. Poiché Yskander non era riuscito a tornare a Lsel prima della sua morte, avvenuta in circostanze misteriose, la sue memorie non contengono però gli ultimi 15 anni della sua vita. Nell'impero, Mahit realizza che l'imago è stata sabotata perde la sua abilità di accedere alle memorie di Yskander e sopravvive a un attentato per assassinarla. Mentre l'imperatore è anziano e prossimo alla morte e si scatena una crisi per la successione, l'Impero annuncia un piano per annettere Lsel. Mahit recupero una imago dal cadavere di Yskander accedendo ai suoi ricordi aggiornati. Scopre così che Yskander aveva promesso all'Imperatore una macchina imago ed è stato assassinato da un consigliere che credeva che nessun imperatore dovesse essere immortale. Mahit viene inoltre a conoscenza di un'imminente invasione aliena e convince l'Imperatore che questa invasione costituisce una minaccia per l'Impero, spingendolo ad annullare l'annessione di Lsel per concentrarsi su questa nuova minaccia. Nel mentre aumentano i disordini, molti abitanti dell'Impero vengono uccisi e molti generali e aristocratici cercano di reclamare il trono. L'Imperatore commette un suicidio rituale per sedare la crisi di successione e Nineteen Adze sale al trono come reggente per il clone dell'imperatore. Mahit richiede di tornare a Lsel.

## Critica
Il romanzo è stato accolto molto positivamente dalla critica: Publishers Weekly lo ha definito una space opera splendidamente realizzata lodandone la costruzione del mondo e il contesto narrativo e Kirkus Reviews lo ha definito come un esordio promettente e lo ha paragonato alle opere di Ann Leckie e Yoon Ha Lee. The Verge lo ha descritto come un romanzo eccellente e avvincente con una trama vivace, personaggi eccezionali e molto su cui riflettere dopo averlo letto.

## Edizioni
- (EN) Arkady Martine, A Memory Called Empire, Tor Books, 2019,  p. 480, ISBN 9781250186430.
- Arkady Martine, Un ricordo chiamato impero, traduzione di Francesca Mastruzzo, Mondadori, 2022,  p. 468, ISBN 9788804749127.
- Arkady Martine, Un ricordo chiamato impero, collana Urania Jumbo n°66, traduzione di Francesca Mastruzzo, Mondadori, 2025.